# Merlene Ottey
Merlene Joyce Ottey-Page (ur. 10 maja 1960 w Cold Spring na Jamajce) – jamajska lekkoatletka, startująca przez większość kariery w barwach tego kraju, a od 2002 w barwach Słowenii. Odnosiła wiele sukcesów w biegach sprinterskich w startach zarówno indywidualnych, jak i sztafetowych, z medalami igrzysk olimpijskich i mistrzostw świata. Przez ponad 30 lat trenowała i startowała w zawodach lekkoatletycznych.

## Życiorys
Karierę sportową rozpoczęła w czasie studiów na University of Nebraska, które rozpoczęła w 1979. Od 1980 pojawiała się na wszystkich ważnych światowych imprezach lekkoatletycznych, zdobywając na nich łącznie 34 medale (w tym: 14 medali mistrzostw świata). W latach 1980–2004 startowała w 7 kolejnych letnich igrzyskach olimpijskich zdobywając 9 medali (3 srebrne i 6 brązowych). Podczas igrzysk uczestniczyła łącznie w 53 biegach (licząc eliminacje, półfinały i 14 finałów). Wygrała 25 z nich, lecz nigdy nie zdobyła złotego medalu. Podczas IO 2000 w Sydney, w wieku 40 lat i 5 miesięcy zdobyła srebrny medal sztafeta 4 × 100 m (stając się najstarszą wśród lekkoatletek medalistką olimpijską).
Zwyciężała w 73 kolejnych biegach na przestrzeni 2 lat (od maja 1989 do marca 1991).
W 1999 Ottey została zawieszona przez IAAF po tym, jak wykryto, że stosowała niedozwolony steryd anabliczny nandrolon. Rok później została jednak oczyszczona z zarzutów po tym, jak wykazano nieprawidłowości w laboratorium, które te badania przeprowadziło.
W tym samym okresie zawodniczka popadła w konflikt z rodzimą federacją lekkoatletyczną. W maju 2002 otrzymała obywatelstwo Słowenii, gdzie mieszkała i trenowała już od 1998. Wielokrotnie zdobyła złote medale mistrzostw Słowenii na różnych dystansach, ustanowiła także kilka rekordów kraju. Od 2002 reprezentowała swój nowy kraj na międzynarodowych zawodach, jednak już bez większych sukcesów (jedynym osiągnięciem był brązowy medal w finale biegu na 60 m podczas 9. Halowych Mistrzostwach Świata w Birmingham w 2003 z wynikiem 7,20 s).
W 2010 ustanowiła rekord świata weteranek powyżej 50. roku życia przebiegając dystans 100 metrów w czasie 11,95 s (poprzedni rekord w tej kategorii wiekowej był gorszy o 0,55), poprawiając później ten wynik na 11,84 s; 11,80 s i 11,67 s. Karierę sportową zakończyła po sezonie 2012. 

## Ważniejsze osiągnięcia
- Igrzyska Olimpijskie – 9 medali:
  - IO 1980, Moskwa: 200 m – 3 m.,
  - IO 1984, Los Angeles: 100 m – 3 m., 200 m – 3 m.,
  - IO 1992, Barcelona: 200 m – 3 m.,
  - IO 1996, Atlanta: 100 m – 2 m., 200 m – 2 m., sztafeta 4 × 100 m – 3 m.,
  - IO 2000, Sydney: sztafeta 4 × 100 m – 2 m., 100 m – 3 m.,
- mistrzostwa świata – 14 medali:
  - MŚ 1983, Helsinki: 200 m – 2 m., sztafeta 4 × 100 m – 3 m.,
  - MŚ 1987, Rzym: 100 m – 3 m., 200 m – 3 m.,
  - MŚ 1991, Tokio: 100 m – 3 m., 200 m – 3 m., sztafeta 4 × 100 m – 1 m.,
  - MŚ 1993, Stuttgart: 100 m – 2 m., 200 m – 1 m., sztafeta 4 × 100 m – 3 m.,
  - MŚ 1995, Göteborg: 100 m – 2 m., 200 m – 1 m., sztafeta 4 × 100 m – 2 m.,
  - MŚ 1997, Ateny: 200 m – 3 m.
  - Najszybsza sprinterka świata na dystansie 100 metrów w sezonach 1990, 1991, 1992 i 1996.
- Wybrana najlepszą lekkoatletką na świecie w roku 1990.

## Rekordy życiowe
- bieg na 100 metrów – 10,74 s, wiatr +1,3 m/s (7 września 1996, Mediolan) – 6. wynik w historii światowej lekkoatletyki
- bieg na 150 m – 16,46 s (27 września 1989, Trapani)
- bieg na 200 metrów – 21,64 s, wiatr +0,8 m/s (13 września 1991, Bruksela) – do 2021 rekord Jamajki, 6. wynik w historii światowej lekkoatletyki
- sztafeta 4 × 100 m – 41,94 s, Jamajka (wraz z Dahlia Duhaney, Juliet Cuthbert, Beverly McDonald, 1 września 1991)
- bieg na 50 m (hala) – 6,00 s (4 lutego 1994, Moskwa) – były rekord świata, rekord Ameryki Północnej i Środkowej, 2. wynik w historii światowej lekkoatletyki
- bieg na 60 metrów (hala) – 6,96 s (14 lutego 1992, Madryt) – były rekord świata, rekord Jamajki, 6. wynik w historii światowej lekkoatletyki
- bieg na 100 m (hala) – 11,21 s (12 lutego 2001, Tampere)
- bieg na 200 m (hala) – 21,87 s (13 lutego 1993, Liévin) – aktualny rekord świata
- bieg na 300 m (hala) – 35,83 (14 marca 1981, Pocatello) – były rekord Ameryki Północnej i Środkowej

### Najlepszy wynik w sezonie

#### 100 m
| Rok  | Wiek    | Wynik | Miejsce           | Data           | Wynik na świecie |
| ---- | ------- | ----- | ----------------- | -------------- | ---------------- |
| 1979 | 19 lat  | 11,59 | Québec            | 11 sierpnia    |                  |
| 1980 | 20 lat  | 11,36 | Eugene            | 23 maja        |                  |
| 1981 | 21 lat  | 11,07 | Austin            | 29 maja        | 2                |
| 1982 | 22 lata | 11,03 | Brisbane          | 4 października | 5                |
| 1983 | 23 lata | 11,07 | Lincoln           | 6 maja         | 7                |
| 1984 | 24 lata | 11,01 | Walnut            | 25 lipca       | 4                |
| 1985 | 25 lat  | 10,92 | Walnut            | 28 kwietnia    | 2                |
| 1986 | 26 lat  | 11,06 | Sewilla           | 24 maja        | 9                |
| 1987 | 27 lat  | 10,87 | Walnut            | 31 maja        | 3                |
| 1988 | 28 lat  | 11,00 | Paryż             | 7 czerwca      | 13               |
| 1989 | 29 lat  | 10,95 | Villeneuve-d’Ascq | 25 czerwca     | 2                |
| 1990 | 30 lat  | 10,78 | Sewilla           | 30 maja        | 1                |
| 1991 | 31 lat  | 10,79 | Vigo              | 23 lipca       | 1                |
| 1992 | 32 lata | 10,80 | Salamanka         | 13 lipca       | 1                |
| 1993 | 33 lata | 10,82 | Stuttgart         | 16 sierpnia    | 2                |
| 1994 | 34 lata | 10,78 | Paryż             | 3 września     | 2                |
| 1995 | 35 lat  | 10,85 | Göteborg          | 7 sierpnia     | 2                |
| 1996 | 36 lat  | 10,74 | Mediolan          | 7 września     | 1                |
| 1997 | 37 lat  | 10,83 | Bruksela          | 22 sierpnia    | 3                |
| 1998 | 38 lat  | 11,01 | Sztokholm         | 5 sierpnia     | 12               |
| 1999 | 39 lat  | 10,97 | Lucerna           | 5 lipca        | 10               |
| 2000 | 40 lat  | 10,99 | Saloniki          | 30 sierpnia    | 12               |
| 2001 | 41 lat  | 11,31 | Pretoria          | 23 marca       | 47               |
| 2002 | 42 lata | 11,28 | Velenje           | 25 maja        | 40               |
| 2003 | 43 lata | 11,22 | Velenje           | 8 czerwca      | 34               |
| 2004 | 44 lata | 11,09 | Liège             | 3 sierpnia     | 12               |
| 2006 | 46 lat  | 11,34 | Glasgow           | 12 sierpnia    | 73               |
| 2007 | 47 lat  | 11,56 | Malles            | 4 sierpnia     |                  |
| 2008 | 48 lat  | 11,60 | Maribor           | 11 lipca       |                  |
| 2010 | 50 lat  | 11,67 | Novo mesto        | 13 lipca       |                  |
| 2011 | 51 lat  | 11,77 | Sundsvall         | 31 lipca       |                  |
| 2012 | 52 lata | 11,82 | Maribor           | 16 czerwca     |                  |